# ISO 10303
ISO 10303 este un standard ISO pentru reprezentarea și schimbul computerizat de informații privind fabricarea produselor. Este un format bazat pe ASCII.(p59) Titlul său oficial este: Sisteme și integrare automată – Reprezentare și schimb de date despre produs. Este cunoscut informal ca „STEP”, care înseamnă „Standard pentru schimbul de date despre modelul de produs”. ISO 10303 poate reprezenta obiecte 3D în proiectare asistată de calculator (CAD) și informații conexe.

## Prezentare generală
Obiectivul standardului internațional este de a furniza un mecanism capabil să descrie datele despre produs pe tot parcursul ciclului de viață al unui produs, independent de orice sistem particular. Natura acestei descrieri îl face potrivit nu numai pentru schimbul de fișiere neutre, ci și ca bază pentru implementarea și partajarea bazelor de date de produs și arhivare.
STEP poate fi folosit în mod tipic pentru a schimbul de date între CAD, fabricație asistată de computer, inginerie asistată de computer, managementul datelor produsului/modelarea datelor de întreprindere și alte sisteme CAx⁠(d). STEP abordează datele despre produs din proiectare mecanică și electrică, dimensionare și toleranță geometrică, analiză și fabricație, precum și informații suplimentare specifice diferitelor industrii, cum ar fi auto, aerospațială, construcții, navală, petrol și gaze, instalații de procesare și altele.
STEP este dezvoltat și menținut de comitetul tehnic ISO TC 184, Sisteme și integrare automată, subcomitetul SC 4, Date industriale. Ca și alte standarde ISO și IEC, STEP este protejat prin drepturi de autor de către ISO și nu este disponibil gratuit. Cu toate acestea, schemele EXPRESS 10303 sunt disponibile gratuit, la fel ca și practicile recomandate pentru implementatori.
Alte standarde dezvoltate și menținute de ISO TC 184/SC 4 sunt:
- ISO 13584⁠(d) PLIB - Bibliotecă de piese
- ISO 15531 MANDATE - Date de management industrial de fabricație
- ISO 15926⁠(d) Instalații de procesare, inclusiv date privind ciclul de viață al instalațiilor petroliere și de gaze
- ISO 18629⁠(d) PSL- Limbaj de specificație de proces
- ISO 18876 IIDEAS - Integrarea datelor industriale pentru schimb, acces și partajare
- ISO 22745 Dicționare tehnice deschise și aplicarea lor la datele master
- ISO 8000⁠(d) Calitatea datelor

STEP este strâns legat de PLIB (ISO 13584, IEC 61360).

## Istoric
Baza pentru STEP a fost Specificația de schimb de date despre produs (PDES), care a fost inițiată la mijlocul anilor 1980 și a fost supusă ISO în 1988. Specificația de schimb de date despre produs (PDES) a fost un efort de definire a datelor destinat îmbunătățirii interoperabilității între companiile de producție, și astfel îmbunătățirii productivității.
Evoluția STEP poate fi împărțită în patru faze de lansare. Dezvoltarea STEP a început în 1984 ca succesor al IGES⁠(d), SET și VDA-FS⁠(d). Planul inițial a fost ca „STEP să se bazeze pe un singur model complet de informații despre produs, independent de implementare, care să fie înregistrarea principală a modelelor integrate de informații tematice și de aplicație”. Dar din cauza complexității, standardul a trebuit să fie împărțit în părți mai mici care pot fi dezvoltate, supuse la vot și aprobate separat. În 1994/95, ISO a publicat lansarea inițială a STEP ca standarde internaționale (IS) cu părțile 1, 11, 21, 31, 41, 42, 43, 44, 46, 101, AP 201 și AP 203. Astăzi, AP 203 Configuration controlled 3D design este încă una dintre cele mai importante părți ale STEP și este suportată de multe sisteme CAD pentru import și export.
În a doua fază, capabilitățile STEP au fost extinse pe scară largă, în principal pentru proiectarea produselor în industria aerospațială, auto, electrică, electronică și altele. Această fază s-a încheiat în anul 2002 cu a doua lansare majoră, incluzând părțile STEP AP 202, AP 209, AP 210, AP 212, AP 214, AP 224, AP 225, AP 227, AP 232. O armonizare de bază între AP-uri, în special în domeniul geometric, a fost realizată prin introducerea Constructelor interpretate de aplicație (AIC, seria 500).
O problemă majoră cu AP-urile monolitice din prima și a doua lansare este că sunt prea mari, se suprapun prea mult unul peste altul și nu sunt suficient de armonizate. Aceste deficite au dus la dezvoltarea arhitecturii modulare STEP (seria 400 și 1000). Această activitate a fost determinată în principal de noile AP-uri care acoperă faze suplimentare ale ciclului de viață, cum ar fi analiza precoce a cerințelor (AP 233) și întreținere și reparații (AP 239), precum și noi domenii industriale (AP 221, AP 236). Au fost dezvoltate noi ediții ale AP-urilor monolitice anterioare pe bază modulară (AP 203, AP 209, AP 210). Publicarea acestor noi ediții a coincis cu lansarea în 2010 a noului produs ISO SMRL, Biblioteca de module și resurse STEP, care conține toate părțile de resurse STEP și modulele de aplicație pe un singur CD. SMRL va fi revizuit frecvent și este disponibil la un cost mult mai mic decât achiziționarea tuturor părților separat.
În decembrie 2014, ISO a publicat prima ediție a unui nou protocol de aplicație major, AP 242 Managed model based 3d engineering, care a combinat și înlocuit următoarele AP-uri anterioare într-un mod compatibil ascendent:
- AP 201, Desen explicit simplu. Geometrie de desen 2D legată de un produs. Fără asociere, fără ierarhie de asamblare.
- AP 202, Desen asociativ. Desen 2D/3D cu asociere, dar fără structură de produs.
- AP 203, Proiecte 3D controlate prin configurare ale pieselor și ansamblurilor mecanice.
- AP 204, Proiectare mecanică utilizând reprezentarea de frontieră
- AP 214, Date de bază pentru procesele de proiectare mecanică auto
- AP 242, Inginerie 3D bazată pe model gestionat

AP 242 a fost creat prin fuzionarea următoarelor două protocoale de aplicație:
- AP 203, Proiecte 3D controlate prin configurare ale pieselor și ansamblurilor mecanice (așa cum este utilizat de industria aerospațială).
- AP 214, Date de bază pentru procesele de proiectare mecanică auto (utilizate de industria auto).

În plus, ediția 1 a AP 242 conține extensii și actualizări semnificative pentru:
- Dimensionare și toleranță geometrică
- Cinematică
- Teselare

Două AP-uri au fost modificate pentru a fi bazate direct pe AP 242, devenind astfel superseturi ale acestuia:
- AP 209, Analiza structurilor compozite și metalice și proiectare asociată
- AP 210, Asamblare electronică, proiectare interconectări și ambalaje. Acesta este cel mai complex și sofisticat AP STEP.

Ediția 2 a AP 242, publicată în aprilie 2020, extinde domeniul ediției 1 prin descrierea cablajelor electrice și introduce o extensie a metodelor de modelare și implementare STEP bazate pe SysML și inginerie de sistem, cu o metodă de implementare XML optimizată.
Această nouă ediție conține, de asemenea, îmbunătățiri privind dimensionarea și toleranța 3D și proiectarea compozitelor. De asemenea, sunt introduse funcționalități noi precum:
- triunghiuri curbate
- texturi
- niveluri de detaliu (LOD)
- culoare pe vârf
- suport pentru date de scanare 3D
- ID-uri persistente pe geometrie
- fabricație aditivă

## Structura
STEP este împărțit în multe părți, grupate în:
- Mediu
  - Piese 1x: Metode de descriere: EXPRESS⁠(d), EXPRESS-X
  - Părți 2x: Metode de implementare: STEP-File⁠(d), STEP-XML⁠(d), SDAI⁠(d)
  - Părțile 3x: Metodologia și cadru de testare a conformității
- Modele de date integrate
  - Resurse integrate (IR), constând din
    - Părți 4x și 5x: Resurse generice integrate
    - Părți 1xx: Resurse de aplicație integrate
    - PLIB ISO 13584-20⁠(d) Biblioteca de piese: Model logic de expresii

  - Părți 5xx: Constructe interpretate de aplicație (AIC)
  - Părți 1xxx: Module de aplicație (AM)
- Părți de vârf
  - Părți 2xx: Protocoale de aplicație (AP)
  - Părți 3xx: Suite de teste abstracte (ATS) pentru AP-uri
  - Părți 4xx: Module de implementare pentru AP-uri

În total, STEP constă din câteva sute de părți și în fiecare an se adaugă părți noi sau se lansează noi revizuiri ale părților mai vechi. Acest lucru face din STEP cel mai mare standard din cadrul ISO. Fiecare parte are propriul său scop și introducere.
AP-urile sunt părțile de vârf. Ele acoperă un anumit domeniu de aplicație și industrie și, prin urmare, sunt cele mai relevante pentru utilizatorii STEP. Fiecare AP definește una sau mai multe clase de conformitate, potrivite pentru un anumit tip de produs sau scenariu de schimb de date. Pentru a oferi o mai bună înțelegere a scopului, cerințelor de informații și scenariilor de utilizare, fiecărui AP i se adaugă un model de activitate de aplicație informativ (AAM), utilizând IDEF0⁠(d).
STEP definește în primul rând modele de date utilizând limbajul de modelare EXPRESS. Datele de aplicație conform unui anumit model de date pot fi schimbate fie printr-un fișier STEP, STEP-XML, fie prin acces la baza de date partajată utilizând SDAI⁠(d).
Fiecare AP definește un model de date de vârf care urmează să fie utilizat pentru schimbul de date, numit Model interpretat de aplicație (AIM) sau, în cazul unui AP modular, Modele interpretate de modul (MIM). Aceste modele interpretate sunt construite prin alegerea obiectelor generice definite în modelele de date de nivel inferior (4x, 5x, 1xx, 5xx) și adăugarea specializărilor necesare pentru domeniul de aplicație particular al AP. Modelele de date generice comune constituie baza pentru interoperabilitatea dintre AP-uri pentru diferite tipuri de industrii și etape ale ciclului de viață.
În AP-urile cu mai multe clase de conformitate, modelul de date de vârf este împărțit în subseturi, câte unul pentru fiecare clasă de conformitate. Cerințele unei aplicații STEP conforme sunt: 
- implementarea fie a unui preprocesor, fie a unui postprocesor sau a ambelor,
- utilizarea uneia dintre metodele de implementare STEP STEP-File, STEP-XML sau SDAI pentru modelul de date AIM/MIM și
- suportul pentru una sau mai multe clase de conformitate ale unui AP.

Inițial, s-a cerut ca fiecare AP să aibă un set de teste abstracte (ATS) companion (de exemplu, ATS 303 pentru AP 203), furnizând scopuri de testare, criterii de verdict și cazuri de testare abstracte împreună cu fișiere STEP exemplu. Dar pentru că dezvoltarea unui ATS a fost foarte costisitoare și ineficientă, această cerință a fost eliminată și înlocuită cu cerințele de a avea un raport informal de validare și practici recomandate privind modul de utilizare a acestuia. Astăzi, practicile recomandate sunt o sursă principală pentru cei care urmează să implementeze STEP.
Modelele de referință de aplicației (ARM) sunt mediatorul dintre AAM și AIM/MIM. Inițial, scopul său era doar să documenteze obiectele de aplicație de nivel înalt și relațiile de bază dintre ele. Diagramele IDEF1X⁠(d) au documentat AP-ul primelor AP-uri într-un mod informal. Obiectele ARM, atributele și relațiile lor sunt asociate la AIM, astfel încât să fie posibilă implementarea unui AP. Pe măsură ce AP-urile au devenit din ce în ce mai complexe, au fost necesare metode formale pentru a documenta ARM, astfel încât EXPRESS, care a fost inițial dezvoltat doar pentru AIM, a fost utilizat și pentru ARM. De-a lungul timpului, aceste modele ARM au devenit foarte detaliate până la punctul în care unele implementări au preferat să utilizeze ARM în loc de AIM/MIM formal necesar. Astăzi, câteva AP-uri au formate de schimb bazate pe ARM standardizate în afara ISO TC184/SC4:
- PLM-Services în cadrul OMG pentru AP 214
- ISO 14649⁠(d) Model de date pentru controlere numerice computerizate pentru AP 238
- PLCS-DEX în cadrul OASIS (organizație) pentru AP 239

Există o suprapunere mai mare între AP-uri, deoarece acestea trebuie adesea să se refere la același tip de produse, structuri de produse, geometrie și multe altele. Și pentru că AP-urile sunt dezvoltate de diferite grupuri de oameni, a fost întotdeauna o problemă să se asigure interoperabilitatea între AP-uri la un nivel superior. Constructele interpretate de aplicație (AIC) au rezolvat această problemă pentru specializările comune ale conceptelor generice, în primul rând în domeniul geometric. Pentru a aborda problema armonizării modelelor ARM și a asocierii lor la AIM, au fost introduse modulele STEP. Ele conțin o bucată din ARM, asocierea și o bucată din AIM, numită MIM. Modulele sunt construite unul pe altul, rezultând într-un graf (aproape) direcționat cu modulele AP și clasă de conformitate în partea de sus. AP-urile modulare sunt: 
- AP 209, Analiza structurilor compozite și metalice și proiectare asociată
- AP 210, Asamblare electronică, proiectare interconectări și ambalaje
- AP 221, Date funcționale și reprezentare schematică a instalațiilor de procesare
- AP 236, Date despre produsul de mobilier și date despre proiect
- AP 239, Suport pentru ciclul de viață al produsului
- AP 242, Inginerie 3D bazată pe model gestionat

Edițiile modulare ale AP 209 și 210 sunt extensii explicite ale AP 242.

## Acoperirea protocoalelor de aplicare STEP (AP)
AP-urile STEP pot fi grupate aproximativ în cele trei domenii principale: proiectare, fabricație și suport pentru ciclul de viață.
AP-uri de proiectare:
- Mecanică:
  - AP 207, Planificare și proiectare matrițe pentru tablă
  - AP 209, Analiza structurilor compozite și metalice și proiectare asociată
  - AP 235, Informații despre materiale pentru proiectarea și verificarea produselor
  - AP 236, Date despre produsul de mobilier și date despre proiect
  - AP 242, Inginerie 3D bazată pe model gestionat
- Orientat către conectivitate electric, electronic și instalații sanitare/ventilație:
  - AP 210, Asamblare electronică, proiectare interconectări și ambalaje. Cel mai complex și mai sofisticat AP STEP.
  - AP 212, Proiectare și instalare electrotehnică.
  - AP 227, Configurare spațială a instalației
- Naval:
  - AP 215, Aranjament navă
  - AP 216, Forme modelate navă
  - AP 218, Structuri navale
- Alții:
  - AP 225, Elemente de construcție utilizând reprezentare explicită a formei
  - AP 232, Informații de bază și schimb de ambalaje de date tehnice
  - AP 233, Reprezentare a datelor de inginerie de sistem
  - AP 237, Dinamica fluidelor a fost anulată, iar funcționalitatea inclusă în AP 209

AP-uri de fabricație:
- AP 219, Schimb de informații de inspecție dimensională
- AP 223, Schimb de informații despre produs de proiectare și fabricație pentru piese turnate
- AP 224, Definiție produs mecanic pentru planuri de proces utilizând caracteristici de prelucrare
- AP 238 - Model interpretat de aplicație pentru controlere numerice computerizate
- AP 240, Planuri de proces pentru produse prelucrate

AP-uri de suport pentru ciclul de viață:
- AP 239, Suport pentru ciclul de viață al produsului
- AP 221, Date funcționale și reprezentare schematică a instalațiilor de procesare
- AP 241, Model generic pentru suportul ciclului de viață al facilităților AEC (planificat)

Modelul AP 221 este foarte similar cu modelul ISO 15926-2, în timp ce AP 221 urmează arhitectura STEP, iar ISO 15926-2 are o arhitectură diferită. Ambele utilizează ISO-15926-4 ca bibliotecă de referință de date comună sau dicționar de instanțe standard. O dezvoltare ulterioară a ambelor standarde a dus la Gellish English ca limbaj general de modelare a produselor, care este independent de domeniul de aplicație și care este propus ca element de lucru (NWI) pentru un nou standard.
Intenția inițială a STEP a fost să publice un singur model de date integrat pentru toate aspectele ciclului de viață. Dar din cauza complexității, a diferitelor grupuri de dezvoltatori și a vitezelor diferite în procesele de dezvoltare, a fost necesară împărțirea în mai multe AP-uri. Dar această divizare a făcut dificilă asigurarea interoperabilității AP-urilor în zonele de suprapunere. Principalele zone de armonizare sunt:
- AP 212, 221, 227 și 242 pentru desenele tehnice cu extensie în AP 212 și 221 pentru funcționalitatea schematică
- AP 224, 238 și 242 pentru caracteristici de prelucrare și pentru dimensionare și toleranță geometrică

Pentru zone complexe este clar că sunt necesare mai multe AP-uri pentru a acoperi toate aspectele majore:
- AP 212 și 242 pentru produse electromecanice, cum ar fi o mașină sau un transformator. Acest lucru va fi abordat de a doua ediție a AP242, care este în prezent în curs de dezvoltare
- AP 242, 209 și 210 pentru produse electrice/electronice-mecanice
- AP 212, 215, 216, 218, 227 pentru nave
- AP 203/214, 224, 240 și 238 pentru întregul proces de proiectare și fabricație al pieselor.